# Карл Менгер
Карл Менгер (нім. Carl (von Wolfensgrün) Menger; 23 лютого 1840, Новий Сонч — 26 лютого 1921, Відень) — австрійський економіст, відомий внеском у теорію ціноутворення, засновник Австрійської школи економіки.

## Біографія
Карл Менгер народився 23 лютого 1840 року в місті Новий Сандець в Галичині (тоді Австрійська імперія, нині Польща). Він був нащадком старого австрійського роду, до якого належали ремісники, музиканти, державні службовці та армійські офіцери, які емігрували з Чехії за покоління до його народження. Його батько, Антон, був юристом, а мати, Кароліна була дочкою заможного чеського купця. У Карла було два брати, Антон і Макс: перший, видний соціалістичний автор і професор юридичного факультету Віденського університету, другий — адвокат і Ліберальний депутат австрійського парламенту. Сім'я Менгера була шляхетського роду, але Карл відкинув приставку «фон» на початку свого дорослого життя.
Навчався у Віденському університеті в 1859—1860 роках, у Празькому в 1860—1863 та Краківському в 1867 році, де отримав ступінь доктора наук з юриспруденції.
Працював журналістом у Львові, а згодом і у Відні.
Після здобуття наукового ступеня в 1867 році Карл Менгер, за власними словами, «занурився в політичну економію». Протягом наступних чотирьох років він кропітко працював над створенням наукової системи, яка радикально змінить економічну теорію. Його зусилля дали результат в 1871 році з публікацією «Основи політичної економії». Будучи журналістом з економіки, Менгер спостерігав принципову відмінність між факторами ціноутвореннями в класичній економічній теорії та факторами, які вважались вирішальними у ціноутворенні основними учасниками ринку.

## Основні роботи

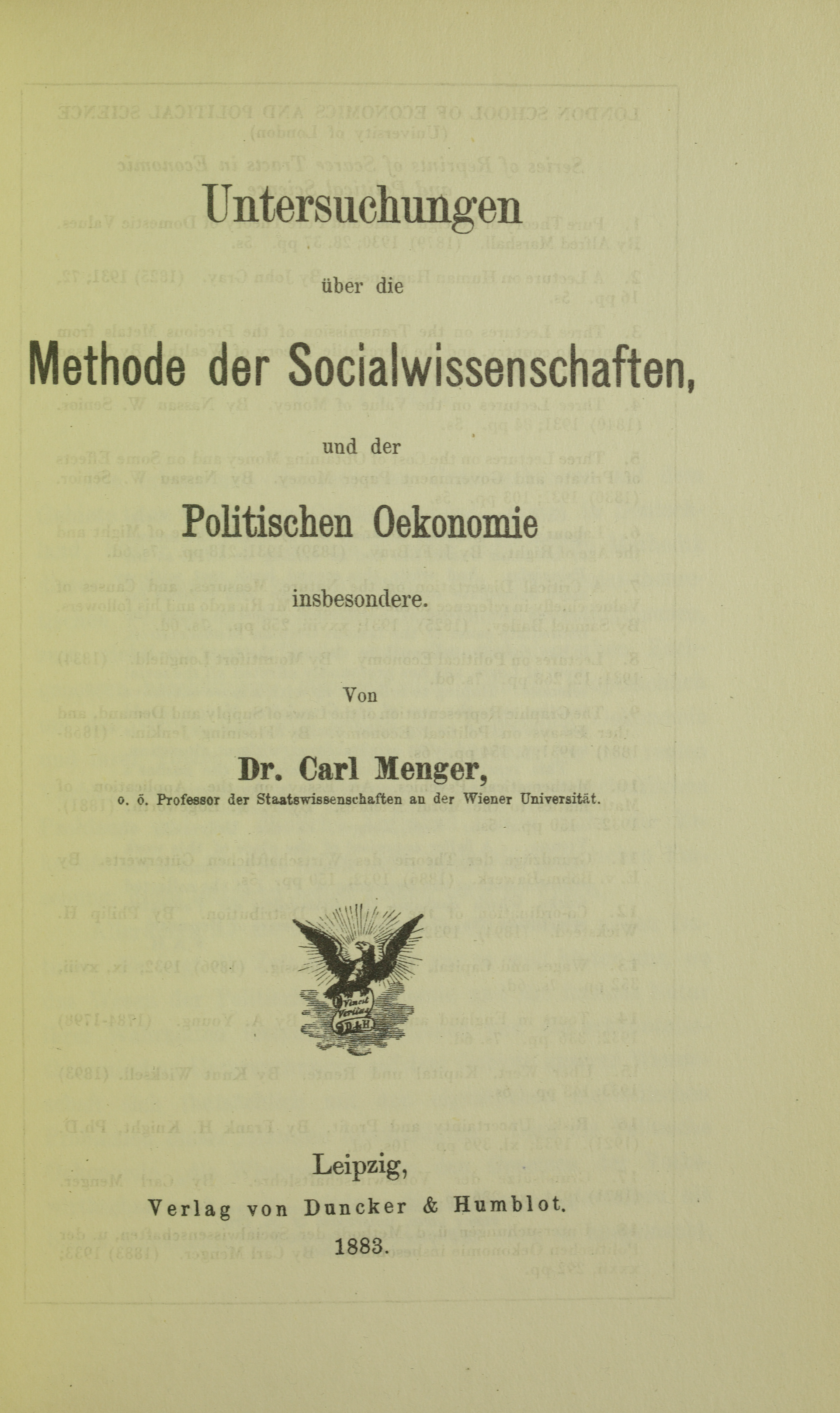
Untersuchungen uber die Methode der Sozialwissenschaften und der politischen Ökonomie insbesondere, 1883 — репринт: Лондон, 1933

### Принципи економічної науки, 1871
Передмова до російськомовного перекладу «Принципів економічної науки» (нім. Grundsätze der Volkswirtschaftslehre, 1871) може пролити додаткове світло на мотиви досить пізнього російського перекладу цієї праці (1901) і трактування розвитку економічної науки російськими вченими. Тут зазначено, що робота К. Менгера написана у 1871 року, і відтоді в західноєвропейській літературі вчений створив школу. Проте в Російській імперії він залишився майже не поміченим і у всякому разі недостатньо оціненим. Було кілька причин такого стану у російській національній економічній науці. По-перше, більш пізній порівняно із Заходом період існування класичної політичної економії в країні.
На думку професора В. Голубничого, англійська класична політекономія дійшла в Україну за життя Д. Рікардо і панувала тут аж до Першої світової війни. Тому видається природним і пізніше та розтягнуте у часі порівняно із Заходом усвідомлення кризового стану цієї школи як її тодішніми прихильниками, так і опонентами. По-друге, захоплення певної частини інтелігенції та молоді доктринами К. Маркса, що заважало конкуренції інших економічних шкіл. По-третє, особлива прихильність ряду вчених до історичної та соціальної шкіл у політичній економії.
Українською мовою роботу було видано у 2022 р. Інститутом вільної економіки та видавництвом К.І.С.

### Дослідження методу соціальних наук та політичної економії в тому числі
(нім. Untersuchungen uber die Methode der Sozialwissenschaften und der politischen Ökonomie insbesondere, 1883).

## Благо і товар
Карл Менгер, присвятив товару 7 главу своєї головної праці «Принципи економічної науки» (нім. Grundsätze der Volkswirtschaftslehre, 1871). Менгер розрізняє товар і економічне благо. Менгер визначає товар, як економічне благо, яке призначене для продажу, і яке втрачає свої властивості при отриманні його кінцевим споживачем. Також він розрізняє поняття товару у повсякденному і науковому смислі. У повсякденному вжитку товарами називають предмети, які виробник або продавець готовий обміняти, при цьому це поняття обмежується лише речами, — гроші виключаються з нього. При науковому підході товаром називають будь-які блага, які призначені для обміну, не залежно від їхньої матеріальності, здатності до переміщення, їх характеру як продуктів праці, незалежно від осіб, які пропонують їх для продажу. Також наводиться опис основних властивостей товару, як економічної категорії — межі придатності товарів до збуту, ступеню придатності до збуту і придатність товару до обігу. Під межами придатності товару до збуту мається на увазі сумарний споживчий попит. Так, згідно Менгеру, попит на твір про мову індіанців Латинської Америки тупі не перевищить 600 примірників за мінімальної ціни, у той час як межа придатності до збуту творів Шекспіра перевищує сотні тисяч. Ступінь придатності товару до збуту важлива для товарів, які не мають самостійного значення, а потрібні лише як складові частини для інших. Менгер наводить приклад пружин для механічних годинників і манометрів. Якою б не була їхня ціна, кількість пружин, які продаються, буде залежати лише від виробництва годинників і манометрів. У той же ж час, золото і срібло практично не мають меж придатності до збуту.
|  | Немає сумініву, що й у тисячу разів більша кількість золота і у сто разів більша кількість срібла, ніж є зараз, усе б ще знайшли на ринку покупців. Правда, у такому випадку ці метали значно б впали у ціні, й навіть менш заможні люди стали б їх уживати у вигляді домашнього посуду і домашнього начиння, а бідні — у вигляді прикрас, але усе ж й за такого значного їх збільшення їхньої кількості, вони б надходили на ринок не дарма, але, як й досі, знаходили б собі збут, тоді як таке ж збільшення кількості найкращих наукових творів, чудових оптичних інструментів, навіть таих необхідних товарів, як хліб і м'ясо, спричинило б неможливість продати ці товари. Звідси видно, що для власника золота і срібла дуже легко завжди знайти збут будь-якій кількості свого товару, у крайньому випадку з невеликою втратою у ціні, тоді як у випадку раптового збільшення кількості інших товрарів, втрати у ціні бувають набагато більшими, а деякі з них за таких обставин й зовсім не можуть бути продані. |

Придатність товару до обігу передбачає легкість його циркулювання. Деякі товари мають майже однакову придатність до збуту у руках будь-якої людини. Дрібка золота, «знайдена брудним семигородським циганом у пісках річки Араньош», має таку ж придатність до збуту, як й у руках власника родовища. У той самий час предмети одягу, постільна білизна й інші товари подібного роду з рук цієї ж людини втрачають придатність до збуту, навіть якщо б він ними й не користувався, а придбав для перепродажу.

## Гранична корисність
Фрідріх фон Гаєк так описує ставлення Менгера до граничної корисності: «… Менгер не був автором і, наскільки мені відомо, ніколи не використовував терміна гранична корисність, введений Візером, а завжди пояснював поняття цінності дещо незграбною, але точною фразою — «значення, якого конкретні блага або їх кількість набувають для нас через усвідомлення того факту, що від нашого розпорядження ними залежить задоволення наших бажань».
Економіст Чиказької школи Френк Г. Найт (1885—1972) у своїй статті «Економіка граничної корисності» для Енциклопедії соціальних наук (1931 р) підкреслив, що «вся теорія [граничної корисності] набагато більш переконлива у більш вільному, заснованому на здоровому глузді формулюванні Менгера, ніж у рафінованій математичній версії Джевонса і Вальраса».

## Суперечка про методи
Наукова суперечка, яка  точилася у 1880-1890-х роках між німецькомовними економістами про використання індуктивних та дедуктивних методів в економічній науці між представниками "молодої" історичної школи (Німецька імперія) та Австрійської школи (Австро-Угорщина). Карл Менгер та Густав Шмоллер розпочали цю суперечку.

## Карл Менгер як учитель
Фрідріх фон Гаєк у статті «Карл Менгер (1840—1921)» так описує дар викладача Карла Менгера: "Найкраще його великий дар вчителя розкривався на його семінарах, які збирали обране коло найбільш старанних студентів і багатьох з тих, хто вже давно захистили свої докторські дисертації. Іноді обговорення практичних питань на семінарах будувалося за зразком засідань парламенту, коли основні доповідачі виступали за і проти пропонованих заходів. Але частіше ретельно підготовлена одним з учасників доповідь слугувала основною довгих дискусій. Менгер дозволяв студентам самим вести дебати, але при цьому з нескінченним старанням допомагав готувати доповіді. Він не тільки надавав свою бібліотеку в повне розпорядження студентів і навіть купував особливо потрібні книги, а й перечитував рукописи, не тільки обговорюючи основні питання, а й «навчаючи їх публічним промовам і техніці дихання».

## Премія ім. Карла Менгера
З 2014 року «Асоціація соціальної політики» (нім. Verein für Socialpolitik) присуджує «Премію Карла Менгера» за інноваційні міжнародні дослідження у галузі грошово-кредитної макроекономіки, грошово-кредитної політики та валютної політики, яку спільно фінансують у розмірі 20 000 євро Німецький Бундесбанк, Національний банк Австрії та Національний банк Швейцарії. Першою переможницею стала Гелен Рей (Hélène Rey), професор Лондонської школи бізнесу.